# رودخانه ایتاتا
رودخانه ایتاتا (به انگلیسی: Itata River) رودخانه‌ای به‌طول حدود ۱۴۰ کیلومتر است که در شیلی جریان دارد.